# Lupiac
Ne doit pas être confondu avec Loupiac.
Lupiac est une commune française située dans l'ouest du département du Gers, en région Occitanie. Sur le plan historique et culturel, la commune est dans le Pays d'Auch, un territoire céréalier et viticole qui s'est également constitué en pays au sens aménagement du territoire en 2003.
Exposée à un climat océanique altéré, elle est drainée par la Douze, la Gélise, l'Auzoue et par divers autres petits cours d'eau. La commune possède un patrimoine naturel remarquable : un site Natura 2000 (« la Gélise ») et quatre zones naturelles d'intérêt écologique, faunistique et floristique.
Lupiac est une commune rurale qui compte 310 habitants en 2022, après avoir connu un pic de population de 1 426 habitants en 1831.  Ses habitants sont appelés les Lupiacois ou  Lupiacoises.
Le patrimoine architectural de la commune comprend deux  immeubles protégés au titre des monuments historiques : l'hospice Saint-Jacques, inscrit en 1935, et le château de Castelmore, inscrit en 1993.

## Géographie

### Localisation
Lupiac est une commune de Gascogne située dans le vignoble de Saint-Mont, près de la source de la Gélise ; c'est le village natal de d'Artagnan.

### Communes limitrophes
Les communes limitrophes sont  Aignan, Belmont, Castelnavet, Castillon-Debats, Cazaux-d'Anglès, Margouët-Meymes, Peyrusse-Grande et Saint-Pierre-d'Aubézies.
| Aignan                  | Margouët-Meymes | Castillon-Debats |
| Castelnavet             | Lupiac          | Belmont          |
| Saint-Pierre-d'Aubézies | Peyrusse-Grande | Cazaux-d'Anglès  |

### Géologie et relief
Lupiac se situe en zone de sismicité 2 (sismicité faible).

### Hydrographie

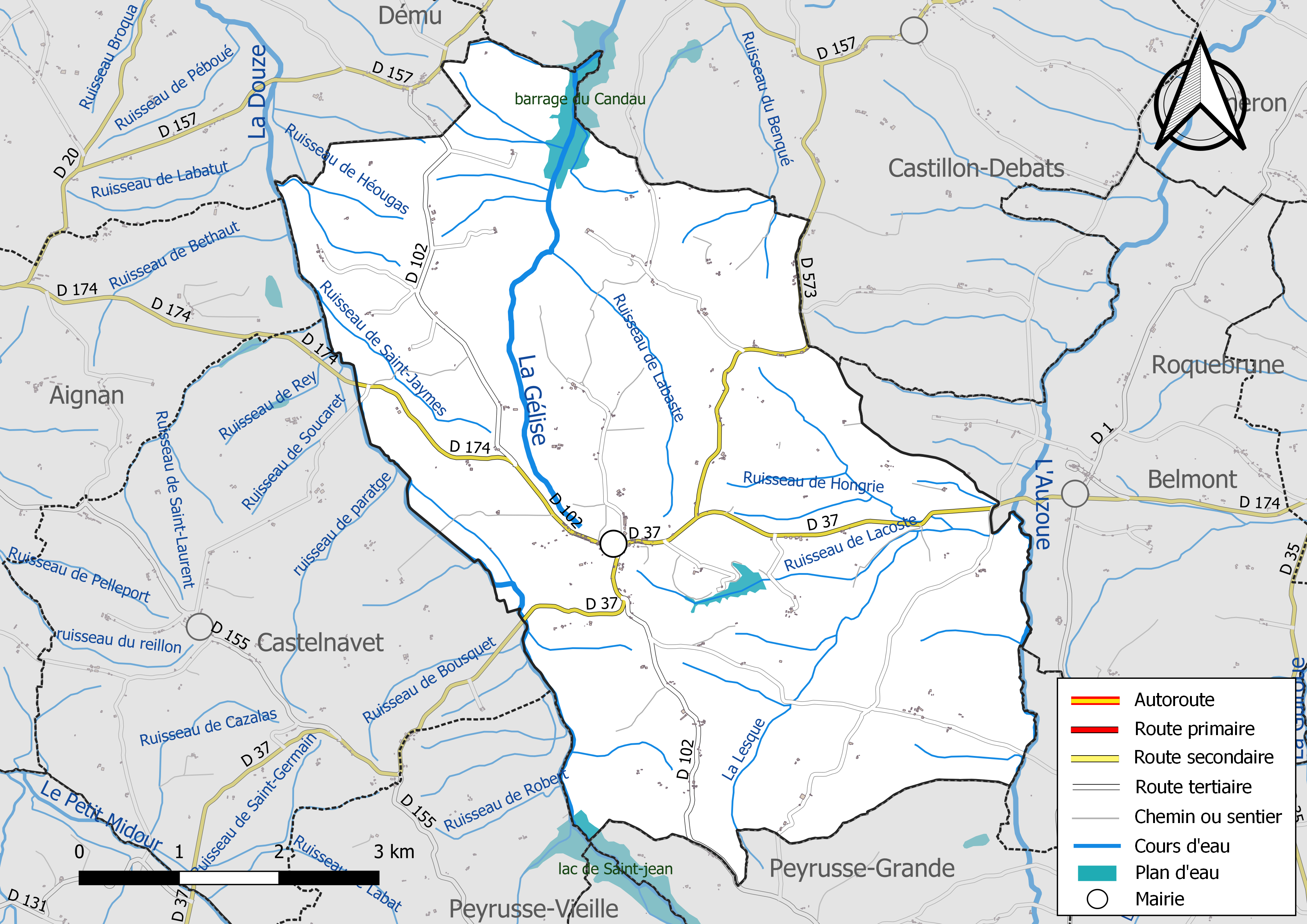
Réseaux hydrographique et routier de Lupiac.

La commune est pour partie dans le bassin de l'Adour et pour partie dans le bassin de la Garonne, au sein du bassin hydrographique Adour-Garonne. Elle est drainée par la Douze, la Gélise, l'Auzoue, un bras de la Douze, la Lesque, le ruisseau de Héougas, le ruisseau de Hongrie, le ruisseau de Labaste, le ruisseau de la Bourdette, le ruisseau de Lacoste, le ruisseau de Saint-Jaymes, le ruisseau du Benqué et par divers petits cours d'eau, qui constituent un réseau hydrographique de 48 km de longueur totale,.
La douze, d'une longueur totale de 123,5 km, prend sa source dans la commune de Gazax-et-Baccarisse et s'écoule du sud-est vers le nord-ouest puis vers le sud. Elle traverse la commune et se jette dans la Midouze à Mont-de-Marsan, après avoir traversé 34 communes.
La Gélise, d'une longueur totale de 92 km, prend sa source dans la commune et s'écoule vers le nord. Elle traverse la commune et se jette dans la Baïse à Lavardac, après avoir traversé 20 communes.
L'Auzoue, d'une longueur totale de 74,3 km, prend sa source dans la commune de Mascaras et s'écoule vers le nord. Il traverse la commune et se jette dans la Gélise à Réaup-Lisse, après avoir traversé 19 communes.

### Climat
Pour des articles plus généraux, voir Climat de l'Occitanie et Climat du Gers.
En 2010, le climat de la commune est de type climat océanique altéré, selon une étude s'appuyant sur une série de données couvrant la période 1971-2000. En 2020, Météo-France publie une typologie des climats de la France métropolitaine dans laquelle la commune est toujours exposée à un climat océanique altéré et est dans la région climatique Aquitaine, Gascogne, caractérisée par une pluviométrie abondante au printemps, modérée en automne, un faible ensoleillement au printemps, un été chaud (19,5 °C), des vents faibles, des brouillards fréquents en automne et en hiver et des orages fréquents en été (15 à 20 jours).
Pour la période 1971-2000, la température annuelle moyenne est de 13,4 °C, avec une amplitude thermique annuelle de 14,8 °C. Le cumul annuel moyen de précipitations est de 851 mm, avec 10,7 jours de précipitations en janvier et 6,5 jours en juillet. Pour la période 1991-2020, la température moyenne annuelle observée sur la station météorologique installée sur la commune est de 13,8 °C et le cumul annuel moyen de précipitations est de 879,7 mm,. Pour l'avenir, les paramètres climatiques de la commune estimés pour 2050 selon différents scénarios d'émission de gaz à effet de serre sont consultables sur un site dédié publié par Météo-France en novembre 2022.
| Mois                                  | jan.             | fév.           | mars            | avril           | mai           | juin         | jui.           | août           | sep.            | oct.          | nov.          | déc.            | année      |
| ------------------------------------- | ---------------- | -------------- | --------------- | --------------- | ------------- | ------------ | -------------- | -------------- | --------------- | ------------- | ------------- | --------------- | ---------- |
| Température minimale moyenne (°C)     | 2,9              | 3              | 5,1             | 7,1             | 10,6          | 13,9         | 15,7           | 15,7           | 13              | 10,4          | 6,1           | 3,6             | 8,9        |
| Température moyenne (°C)              | 6,4              | 7,2            | 10,1            | 12,3            | 16            | 19,4         | 21,5           | 21,7           | 18,7            | 15            | 9,8           | 7,1             | 13,8       |
| Température maximale moyenne (°C)     | 9,8              | 11,4           | 15,1            | 17,6            | 21,4          | 25           | 27,3           | 27,8           | 24,5            | 19,7          | 13,5          | 10,6            | 18,6       |
| Record de froid (°C) date du record   | −15,5 16.01.1985 | −10,8 08.02.12 | −8,1 01.03.05   | −3,5 12.04.1986 | 0,2 05.05.19  | 5,6 01.06.06 | 9,2 04.07.1990 | 5,9 30.08.1986 | 3,6 25.09.02    | −1,9 25.10.03 | −7 20.11.1985 | −9,6 24.12.01   | −15,5 1985 |
| Record de chaleur (°C) date du record | 20 28.01.02      | 25,8 27.02.19  | 27,6 21.03.1990 | 31,4 30.04.05   | 34,4 30.05.01 | 40 22.06.03  | 39,9 21.07.06  | 41,1 04.08.03  | 36,4 16.09.1987 | 33,3 04.10.04 | 25,6 01.11.09 | 22,2 17.12.1987 | 41,1 2003  |
| Précipitations (mm)                   | 83,4             | 65,1           | 68,8            | 86,3            | 86,6          | 71           | 54,3           | 58,5           | 64,3            | 69,4          | 92,2          | 79,8            | 879,7      |

### Milieux naturels et biodiversité

#### Réseau Natura 2000

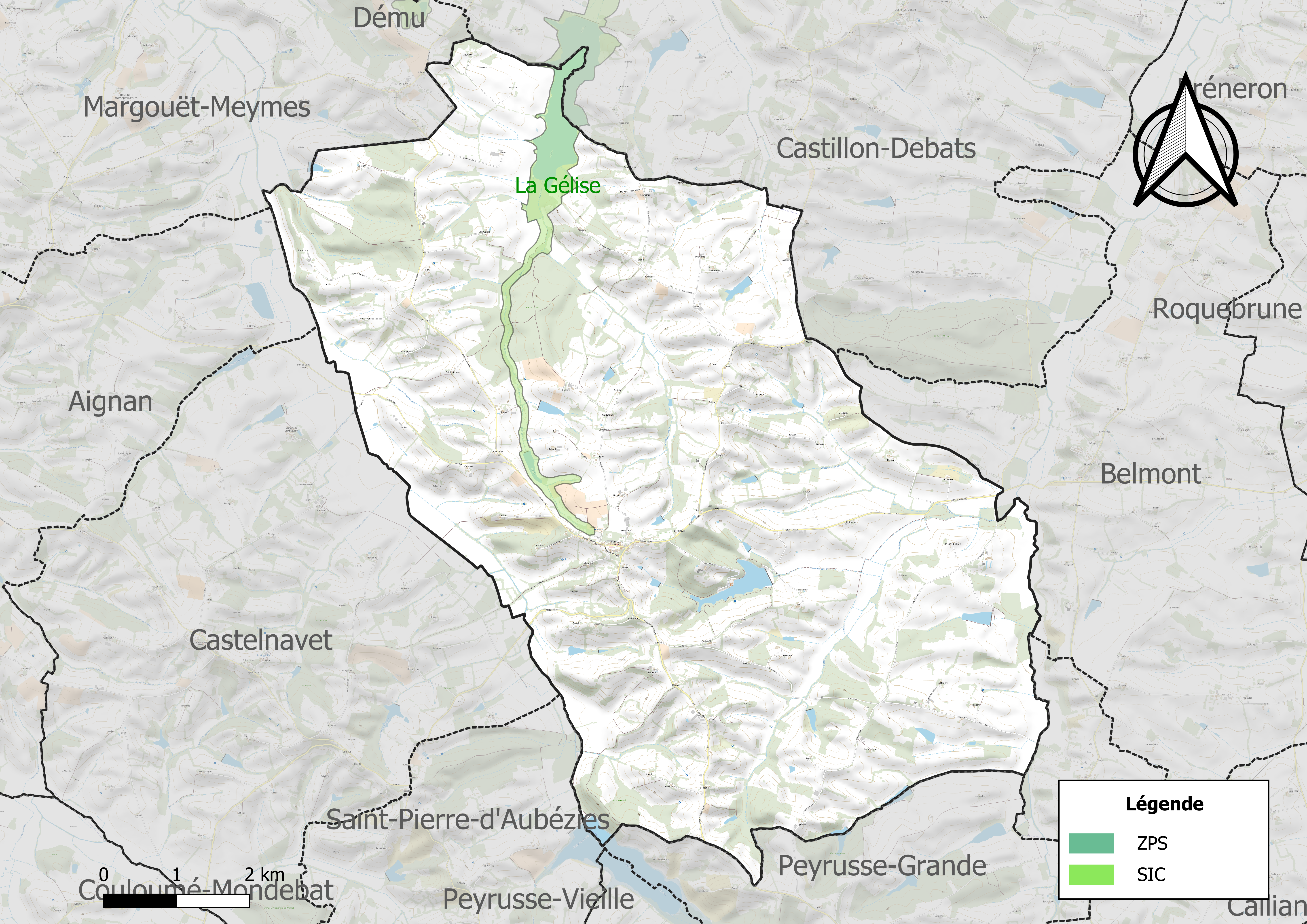
Site Natura 2000 sur le territoire communal.

Le réseau Natura 2000 est un réseau écologique européen de sites naturels d'intérêt écologique élaboré à partir des directives habitats et oiseaux, constitué de zones spéciales de conservation (ZSC) et de zones de protection spéciale (ZPS).
Un site Natura 2000 a été défini sur la commune au titre de la directive habitats : « la Gélise », d'une superficie de 3 785 ha, un espace offrant de nombreux habitats et habitats d'espèces d'intérêt communautaire, du fait de la diversité des territoires traversés par la Gélise et ses affluents, combinés au fonctionnement particulier du lit majeur et à la gestion actuelle des milieux.

#### Zones naturelles d'intérêt écologique, faunistique et floristique
L’inventaire des zones naturelles d'intérêt écologique, faunistique et floristique (ZNIEFF) a pour objectif de réaliser une couverture des zones les plus intéressantes sur le plan écologique, essentiellement dans la perspective d’améliorer la connaissance du patrimoine naturel national et de fournir aux différents décideurs un outil d’aide à la prise en compte de l’environnement dans l’aménagement du territoire.
Deux ZNIEFF de type 1 sont recensées sur la commune :
le « lac de Lasserre sur la Gélise » (68 ha), couvrant 2 communes du département, et 
le « lac de Saint-Jean et forêt de Peyrusse-Grande » (243 ha), couvrant 4 communes du département
et deux ZNIEFF de type 2, : 
- « la Douze et milieux annexes » (11 575 ha), couvrant 29 communes dont 26 dans le Gers et trois dans les Landes[20] ;
- « la Gélise et milieux annexes » (6 362 ha), couvrant 18 communes dont 13 dans le Gers, trois dans les Landes et deux dans le Lot-et-Garonne[21].

Carte des ZNIEFF de type 1 et 2 à Lupiac.
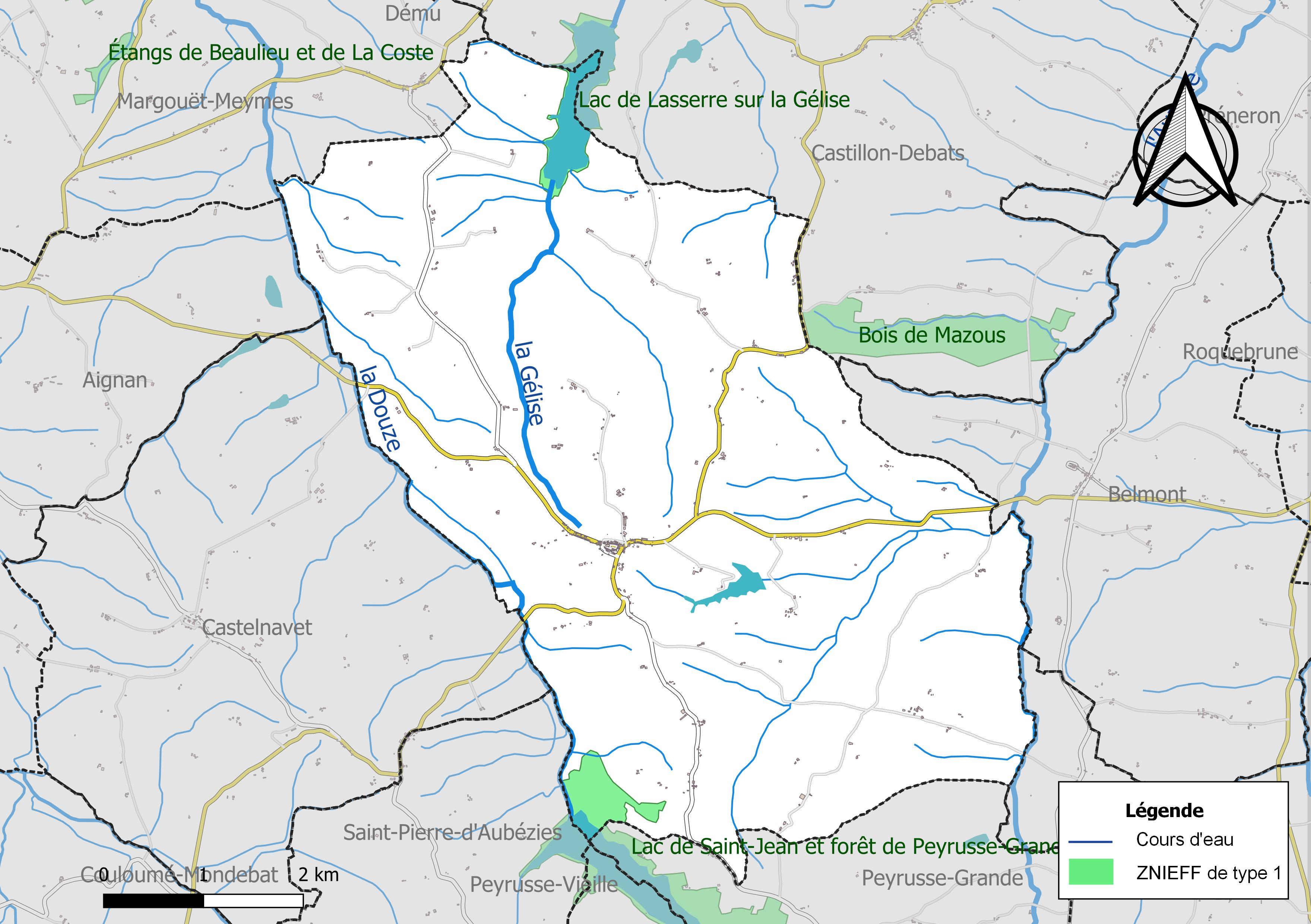
Carte des ZNIEFF de type 1 sur la commune.
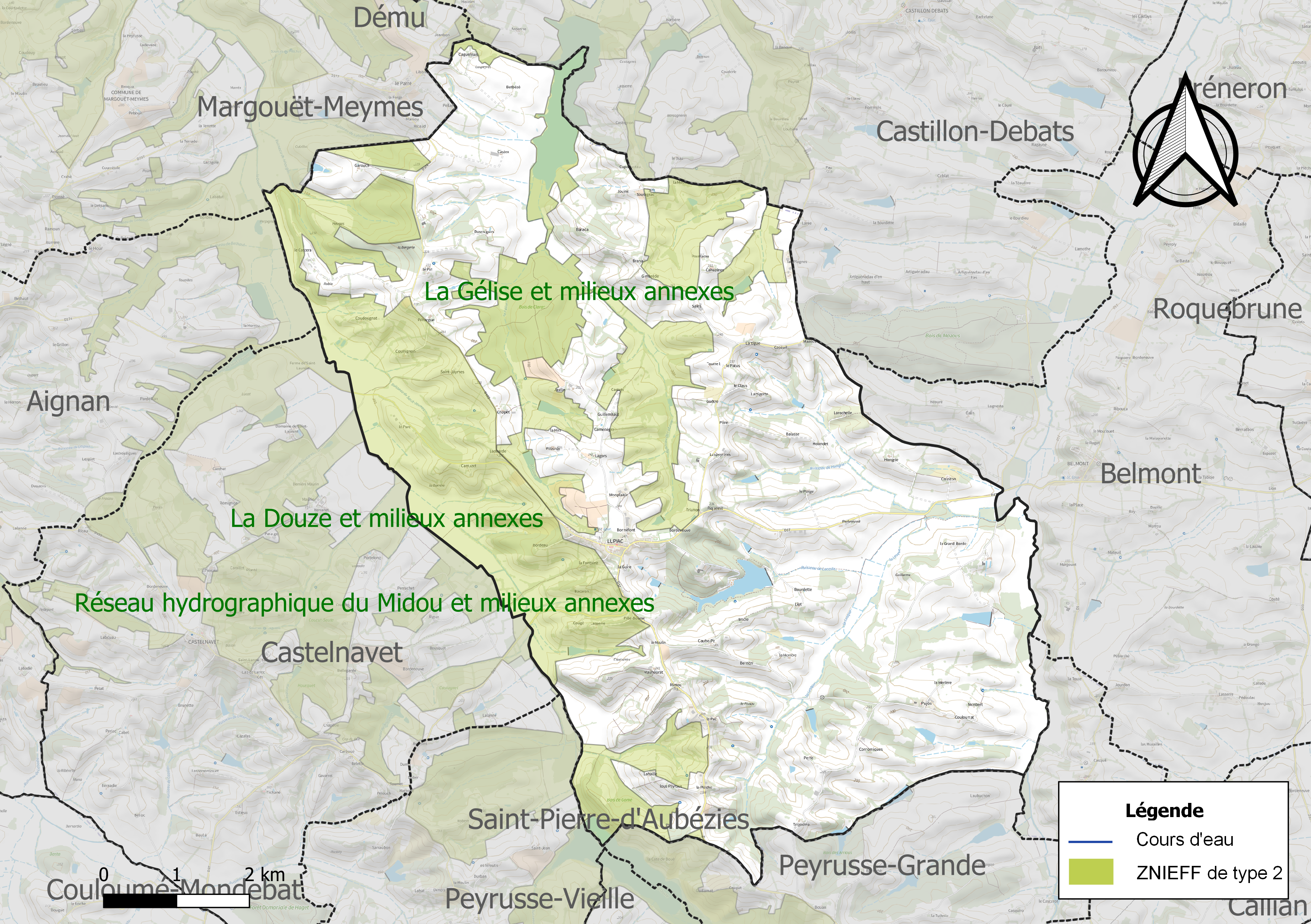
Carte des ZNIEFF de type 2 sur la commune.

## Urbanisme

### Typologie
Au 1er janvier 2024, Lupiac est catégorisée commune rurale à habitat très dispersé, selon la nouvelle grille communale de densité à sept niveaux définie par l'Insee en 2022.
Elle est située hors unité urbaine et hors attraction des villes,.

### Occupation des sols
L'occupation des sols de la commune, telle qu'elle ressort de la base de données européenne d’occupation biophysique des sols Corine Land Cover (CLC), est marquée par l'importance des territoires agricoles (89,1 % en 2018), une proportion sensiblement équivalente à celle de 1990 (89 %). La répartition détaillée en 2018 est la suivante : 
zones agricoles hétérogènes (35,1 %), prairies (31,8 %), terres arables (22,1 %), forêts (9,5 %), zones urbanisées (0,8 %), eaux continentales (0,6 %). L'évolution de l’occupation des sols de la commune et de ses infrastructures peut être observée sur les différentes représentations cartographiques du territoire : la carte de Cassini (XVIIIe siècle), la carte d'état-major (1820-1866) et les cartes ou photos aériennes de l'IGN pour la période actuelle (1950 à aujourd'hui).

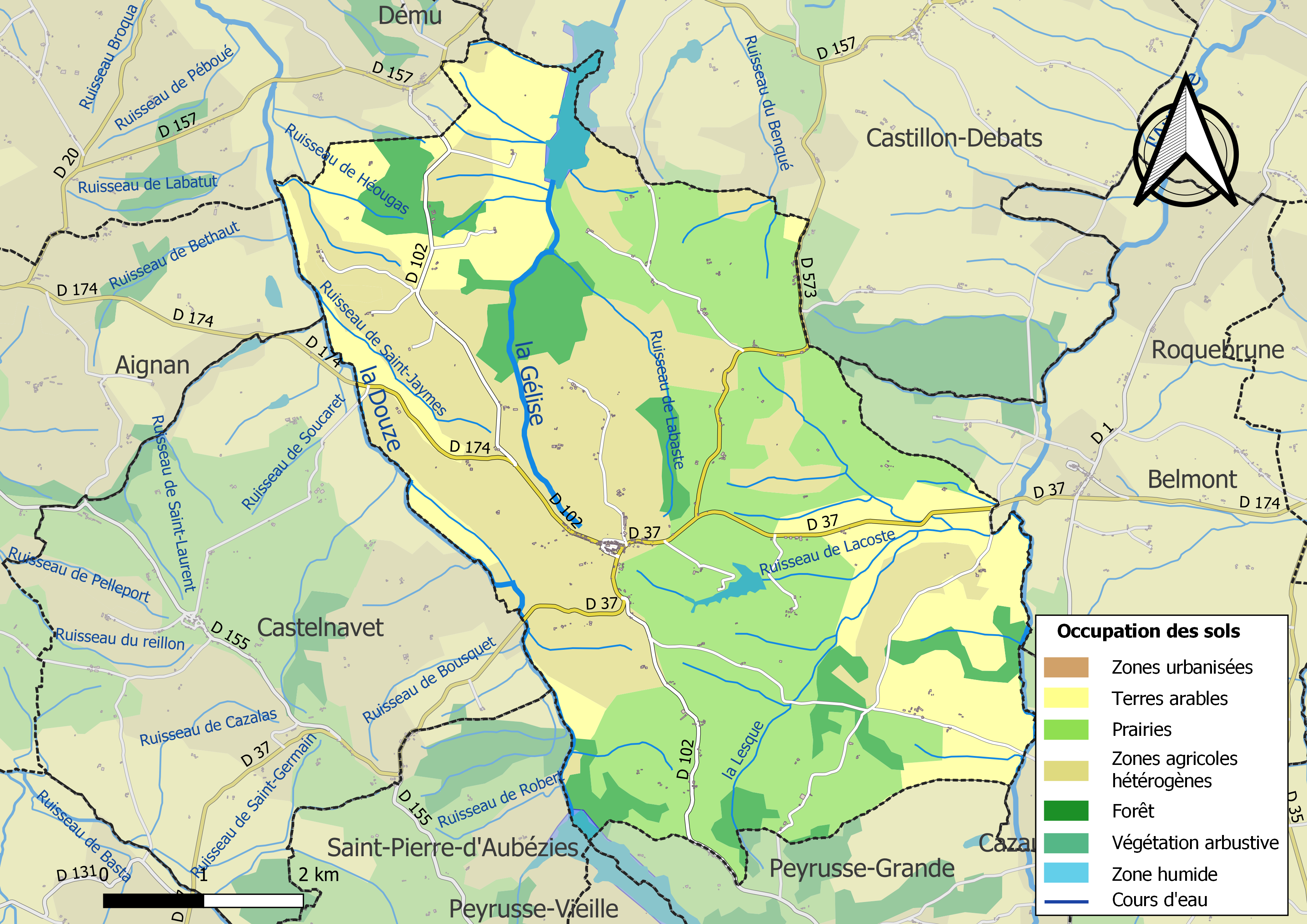
Carte des infrastructures et de l'occupation des sols de la commune en 2018 (CLC).

### Risques majeurs
Le territoire de la commune de Lupiac est vulnérable à différents aléas naturels : météorologiques (tempête, orage, neige, grand froid, canicule ou sécheresse) et séisme (sismicité faible). Il est également exposé à un risque technologique,  le transport de matières dangereuses. Un site publié par le BRGM permet d'évaluer simplement et rapidement les risques d'un bien localisé soit par son adresse soit par le numéro de sa parcelle.

#### Risques naturels

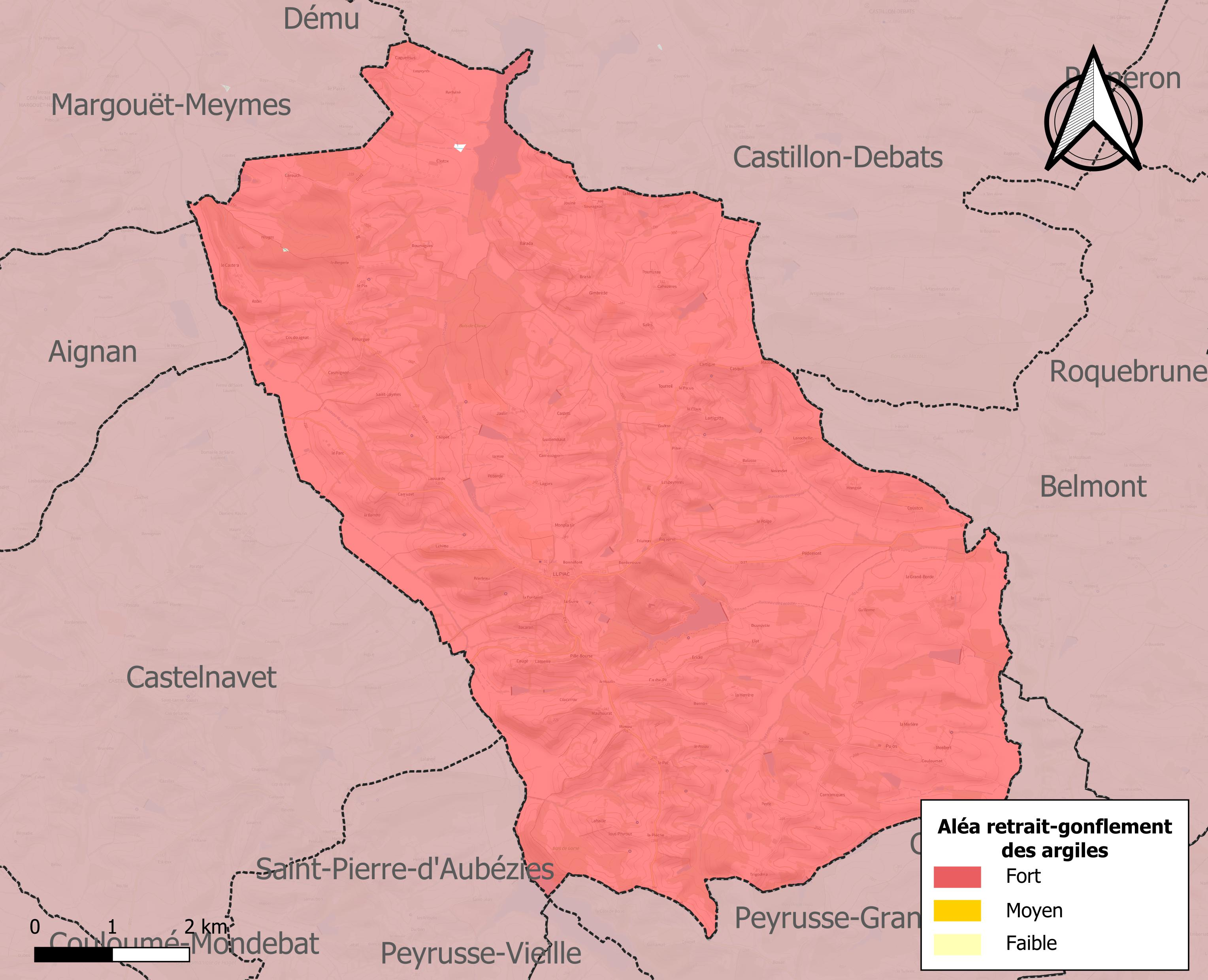
Carte des zones d'aléa retrait-gonflement des sols argileux de Lupiac.

Le retrait-gonflement des sols argileux est susceptible d'engendrer des dommages importants aux bâtiments en cas d’alternance de périodes de sécheresse et de pluie. La totalité de la commune est en aléa moyen ou fort (94,5 % au niveau départemental et 48,5 % au niveau national). Sur les 222 bâtiments dénombrés sur la commune en 2019, 222 sont en aléa moyen ou fort, soit 100 %, à comparer aux 93 % au niveau départemental et 54 % au niveau national. Une cartographie de l'exposition du territoire national au retrait gonflement des sols argileux est disponible sur le site du BRGM,.
Par ailleurs, afin de mieux appréhender le risque d’affaissement de terrain, l'inventaire national des cavités souterraines permet de localiser celles situées sur la commune.
La commune a été reconnue en état de catastrophe naturelle au titre des dommages causés par les inondations et coulées de boue survenues en 1983, 1999, 2008 et 2009. Concernant les mouvements de terrains, la commune a été reconnue en état de catastrophe naturelle au titre des dommages causés par la sécheresse en 1989, 1991, 2011 et 2012 et par des mouvements de terrain en 1999.

#### Risques technologiques
Le risque de transport de matières dangereuses sur la commune est lié à sa traversée par des infrastructures routières ou ferroviaires importantes ou la présence d'une canalisation de transport d'hydrocarbures. Un accident se produisant sur de telles infrastructures est en effet susceptible d’avoir des effets graves au bâti ou aux personnes jusqu’à 350 m, selon la nature du matériau transporté. Des dispositions d’urbanisme peuvent être préconisées en conséquence.

## Histoire
Lupiac est un des plus vieux castelnau du Sud-Ouest. Il était jadis fortifié. Il est situé dans l'ancienne province de Gascogne.
Lupiac est le berceau du plus connu des mousquetaires: d'Artagnan, né entre 1611 et 1615 au château de Castelmore (près de Lupiac) et  rendu célèbre par le chef-d’œuvre d'Alexandre Dumas  (Père): Les Trois Mousquetaires (1844).
Le village d'Artagnan est situé au nord de Tarbes, dans le département voisin des Hautes-Pyrénées, ce qui explique qu'Alexandre Dumas fasse venir son  héros de Tarbes...
Lupiac a gardé la forme ovale de son ancien castelnau, avec un chemin de ronde qui rappelle les anciennes fortifications. On y remarque des maisons à colombages autour de la place centrale ainsi que des galeries couvertes.
Classée commune touristique, Lupiac accueille plus de 10 000 visiteurs chaque année. Sur la place d'Artagnan, se dresse l'unique statue équestre en bronze du célèbre mousquetaire, inaugurée le 9 août 2015. Cette œuvre est le point de départ ou d'arrivée de la Route Européenne d'Artagnan. Elle relie Lupiac à Maastricht (Pays-Bas), respectivement lieux de naissance et de mort de d'Artagnan.

## Politique et administration
| Période                                  | Période  | Identité               | Étiquette | Qualité |
| ---------------------------------------- | -------- | ---------------------- | --------- | --- |
| mars 1965                                | 2014     | Yves Rispat            | UMP       | Exploitant agricole, député (1993-1997), sénateur (1998-2008) conseiller général du canton d'Aignan (1988-2008) Président du Conseil Général (1992-1998) |
| mars 2014                                | En cours | Véronique Thieux-Louit | DVD       | Agricultrice, suppléante du député LREM Jean-René Cazeneuve (2017-2024)                                                                                  |
| Les données manquantes sont à compléter. |          |                        |           | |

## Démographie
L'évolution du nombre d'habitants est connue à travers les recensements de la population effectués dans la commune depuis 1793. Pour les communes de moins de 10 000 habitants, une enquête de recensement portant sur toute la population est réalisée tous les cinq ans, les populations de référence des années intermédiaires étant quant à elles estimées par interpolation ou extrapolation. Pour la commune, le premier recensement exhaustif entrant dans le cadre du nouveau dispositif a été réalisé en 2005.

En 2022, la commune comptait 310 habitants, en évolution de +3,33 % par rapport à 2016 (Gers : +1,04 %, France hors Mayotte : +2,11 %).
| 1793  | 1800  | 1806  | 1821  | 1831  | 1841  | 1846  | 1851  | 1856  |
| ----- | ----- | ----- | ----- | ----- | ----- | ----- | ----- | ----- |
| 1 058 | 1 102 | 1 153 | 1 220 | 1 426 | 1 332 | 1 376 | 1 393 | 1 336 |

| 1861  | 1866  | 1872  | 1876  | 1881  | 1886  | 1891 | 1896  | 1901 |
| ----- | ----- | ----- | ----- | ----- | ----- | ---- | ----- | ---- |
| 1 370 | 1 330 | 1 201 | 1 293 | 1 257 | 1 154 | 999  | 1 027 | 991  |

| 1906 | 1911 | 1921 | 1926 | 1931 | 1936 | 1946 | 1954 | 1962 |
| ---- | ---- | ---- | ---- | ---- | ---- | ---- | ---- | ---- |
| 939  | 895  | 755  | 727  | 760  | 724  | 687  | 669  | 585  |

| 1968 | 1975 | 1982 | 1990 | 1999 | 2005 | 2006 | 2010 | 2015 |
| ---- | ---- | ---- | ---- | ---- | ---- | ---- | ---- | ---- |
| 505  | 433  | 400  | 356  | 312  | 312  | 309  | 308  | 300  |

| 2020 | 2022 | - | - | - | - | - | - | - |
| ---- | ---- | - | - | - | - | - | - | - |
| 311  | 310  | - | - | - | - | - | - | - |

## Économie

### Revenus
En 2018  (données Insee publiées en septembre 2021), la commune compte 134 ménages fiscaux, regroupant 277 personnes. La médiane du revenu disponible par unité de consommation est de 17 590 € (20 820 € dans le département).

### Emploi
|                | 2008  | 2013  | 2018  |
| -------------- | ----- | ----- | ----- |
| Commune        | 4,3 % | 7,3 % | 7,3 % |
| Département    | 6,1 % | 7,5 % | 8,2 % |
| France entière | 8,3 % | 10 %  | 10 %  |

En 2018, la population âgée de 15 à 64 ans s'élève à 173 personnes, parmi lesquelles on compte 74 % d'actifs (66,7 % ayant un emploi et 7,3 % de chômeurs) et 26 % d'inactifs,. Depuis 2008, le taux de chômage communal (au sens du recensement) des 15-64 ans est inférieur à celui de la France et du département.
La commune est hors attraction des villes,. Elle compte 63 emplois en 2018, contre 57 en 2013 et 64 en 2008. Le nombre d'actifs ayant un emploi résidant dans la commune est de 121, soit un indicateur de concentration d'emploi de 52 % et un taux d'activité parmi les 15 ans ou plus de 50,2 %.
Sur ces 121 actifs de 15 ans ou plus ayant un emploi, 51 travaillent dans la commune, soit 42 % des habitants. Pour se rendre au travail, 74,2 % des habitants utilisent un véhicule personnel ou de fonction à quatre roues, 9,7 % s'y rendent en deux-roues, à vélo ou à pied et 16,1 % n'ont pas besoin de transport (travail au domicile).

### Activités hors agriculture

#### Secteurs d'activités
42 établissements sont implantés  à Lupiac au 31 décembre 2019. Le tableau ci-dessous en détaille le nombre par secteur d'activité et compare les ratios avec ceux du département,.
| Secteur d'activité                                                                                        | Commune | Commune | Département |
| Secteur d'activité                                                                                        | Nombre  | %       | %           |
| --- | ------- | ------- | ----------- |
| Ensemble                                                                                                  | 42      |         |             |
| Industrie manufacturière, industries extractives et autres                                                | 17      | 40,5 %  | (12,3 %)    |
| Construction                                                                                              | 3       | 7,1 %   | (14,6 %)    |
| Commerce de gros et de détail, transports, hébergement et restauration                                    | 10      | 23,8 %  | (27,7 %)    |
| Activités financières et d'assurance                                                                      | 2       | 4,8 %   | (3,5 %)     |
| Activités immobilières                                                                                    | 1       | 2,4 %   | (5,2 %)     |
| Activités spécialisées, scientifiques et techniques et activités de services administratifs et de soutien | 5       | 11,9 %  | (14,4 %)    |
| Administration publique, enseignement, santé humaine et action sociale                                    | 1       | 2,4 %   | (12,3 %)    |
| Autres activités de services                                                                              | 3       | 7,1 %   | (8,3 %)     |

Le secteur de l'industrie manufacturière, des industries extractives et autres est prépondérant sur la commune puisqu'il représente 40,5 % du nombre total d'établissements de la commune (17 sur les 42 entreprises implantées  à Lupiac), contre 12,3 % au niveau départemental.

#### Entreprises et commerces
L'entreprise ayant son siège social sur le territoire communal qui génère le plus de chiffre d'affaires en 2020 est : 
- EURL Nougues, restauration traditionnelle (282 k€)

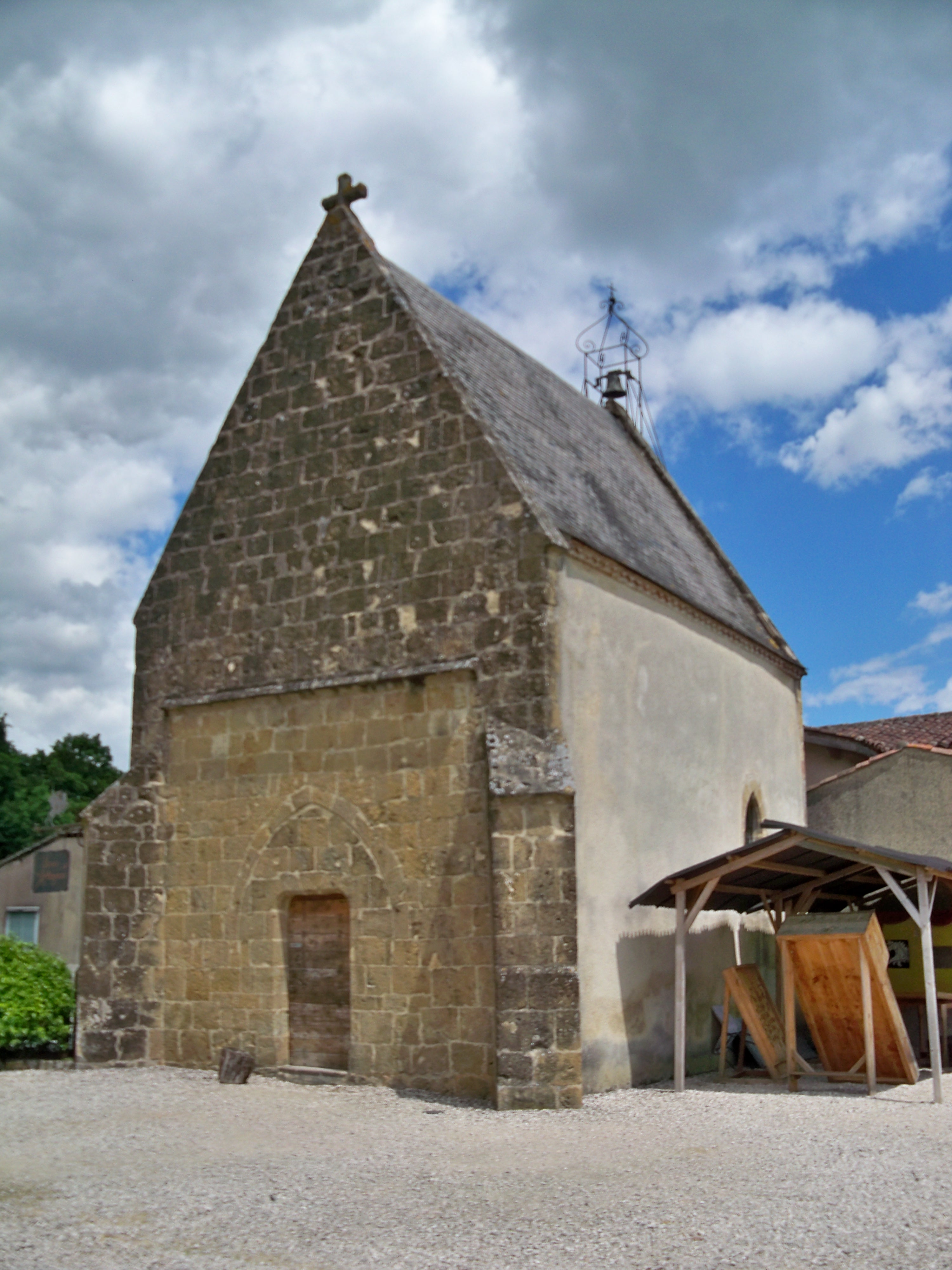
Chapelle Notre-Dame, ancienne chapelle des hospices Saint-Jacques, actuel office du tourisme de Lupiac.

Viticulture : Saint-Mont (AOC).
Tourisme.

### Agriculture
La commune est dans le Ténarèze, une petite région agricole occupant le centre du département du Gers, faisant transition entre lʼAstarac “pyrénéen”, dont elle est originaire et dont elle prolonge et atténue le modelé, et la Gascogne garonnaise dont elle annonce le paysage. En 2020, l'orientation technico-économique de l'agriculture  sur la commune est la polyculture et/ou le polyélevage.
|               | 1988  | 2000  | 2010  | 2020  |
| ------------- | ----- | ----- | ----- | ----- |
| Exploitations | 55    | 38    | 30    | 34    |
| SAU (ha)      | 2 693 | 2 695 | 2 670 | 2 912 |

Le nombre d'exploitations agricoles en activité et ayant leur siège dans la commune est passé de 55 lors du recensement agricole de 1988  à 38 en 2000 puis à 30 en 2010 et enfin à 34 en 2020, soit une baisse de 38 % en 32 ans. Le même mouvement est observé à l'échelle du département qui a perdu pendant cette période 51 % de ses exploitations,. La surface agricole utilisée sur la commune a quant à elle augmenté, passant de 2 693 ha en 1988 à 2 912 ha en 2020. Parallèlement la surface agricole utilisée moyenne par exploitation a augmenté, passant de 49 à 86 ha.

## Culture locale et patrimoine

### Lieux et monuments

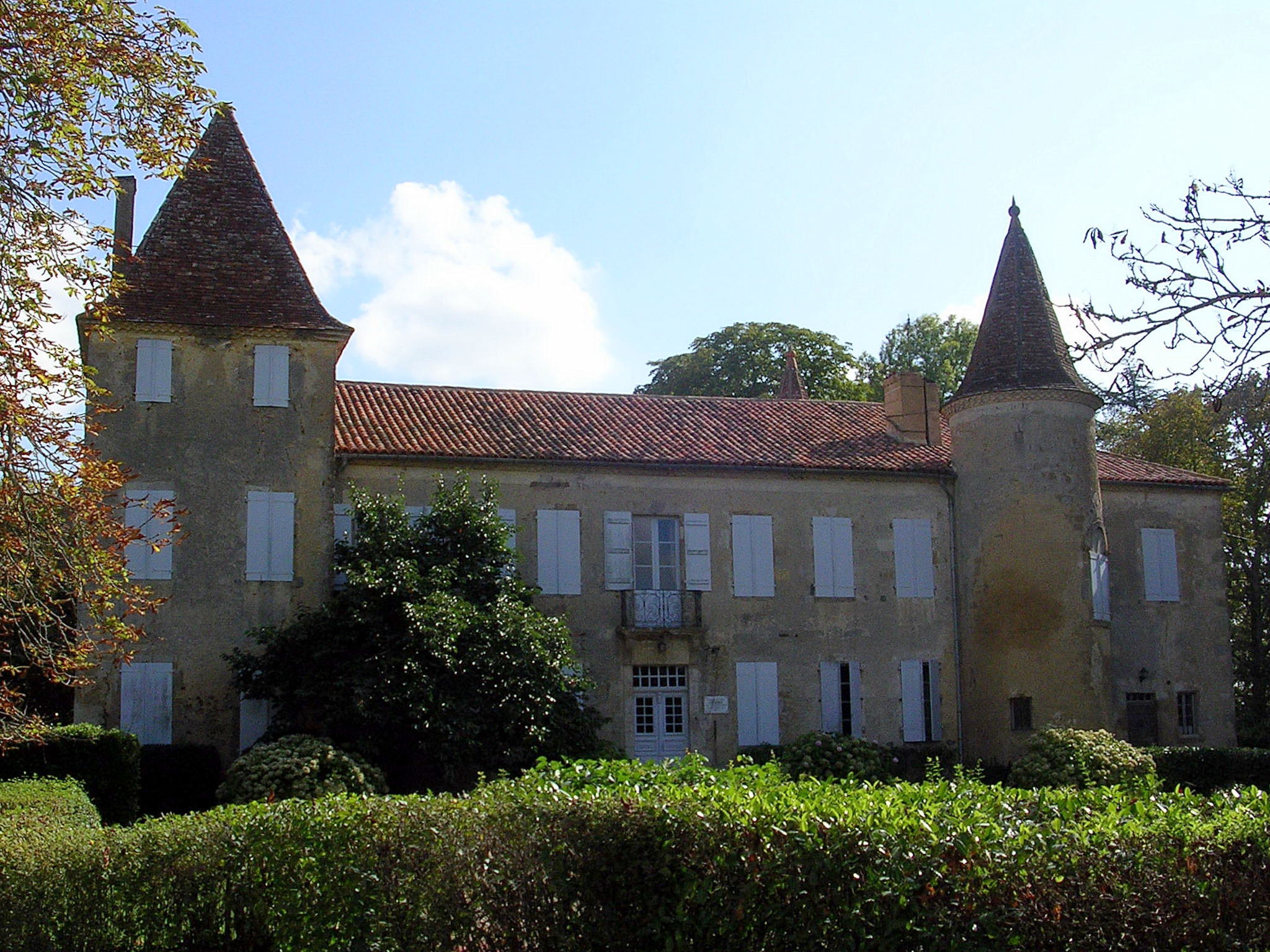
Château de Castelmore.

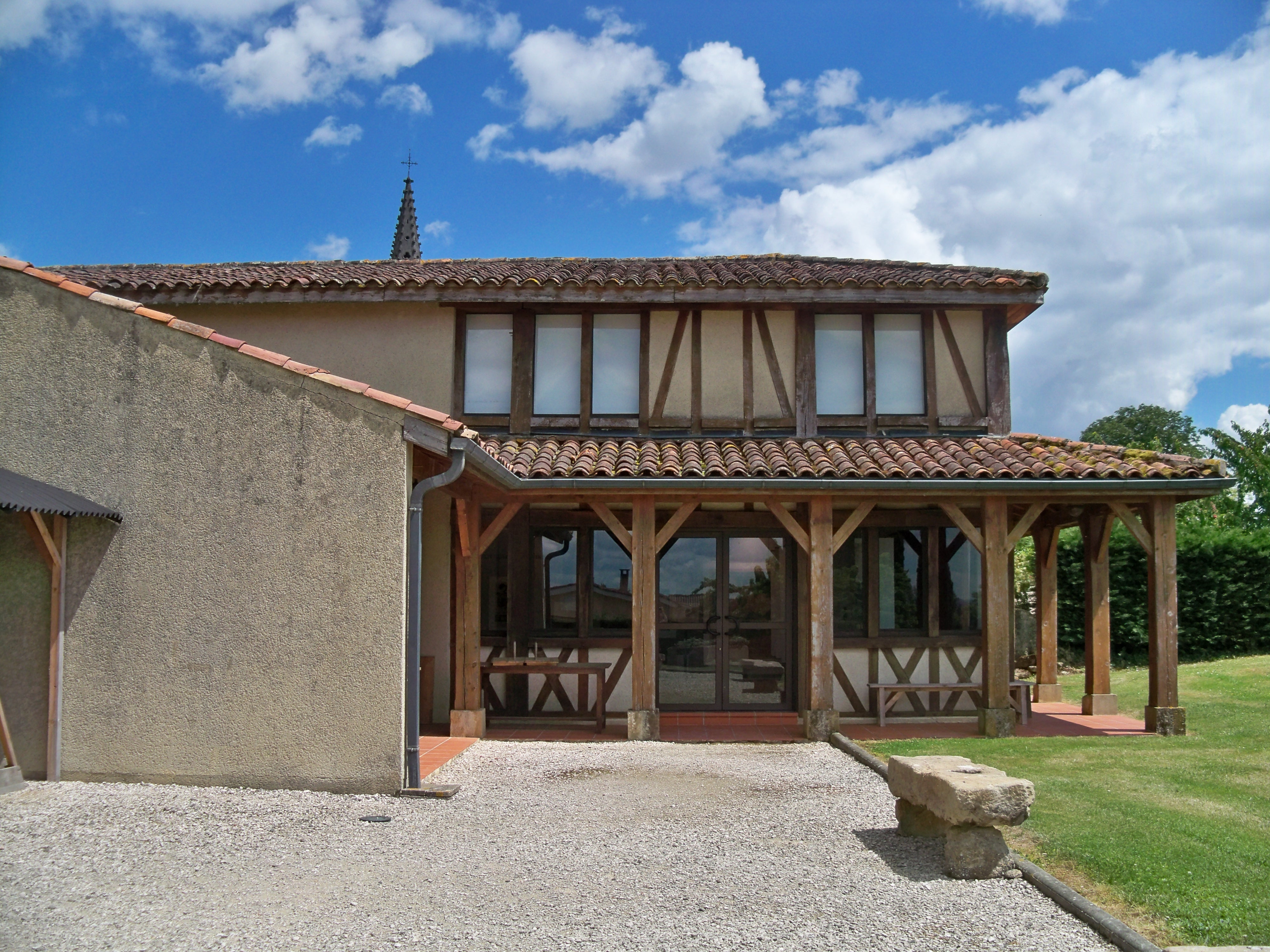
Musée d'Artagnan, dans l'ancien hospice de Lupiac

- L'hospice Saint-Jacques et la chapelle Notre-Dame[39], dite aussi chapelle Saint-Jacques a été fondée en 1605 par Charles de Batz, sieur de la Plagne et oncle du célèbre mousquetaire. L'hospice, dont la chapelle faisait partie, abrite le musée d'Artagnan.
- Chapelle Notre-Dame de Lupiac (Musée d'Artagnan). L'ancienne chapelle de l'hospice Saint-Jacques est inscrite à l'inventaire des monuments historiques depuis 1935[40].
- Le Château de Castelmore, où d'Artagnan est né vers 1611. C'est une gentilhommière au corps de logis rectangulaire, flanqué de tours rondes ou carrées. Ses dépendances et sa chapelle datent des XVIe et XVIIe siècles.
- Le Château de la Plagne.
- Le Moulin de Lupiac.
- L'Église Saint-Barthélemy date de 1849. Elle a remplacé un édifice plus ancien dont il ne reste que le portail gothique.
- La chapelle de Pujos.
- Chapelle Saint-André de Cahuzères.
- Le lac de Lacoste, lieu de baignade en pleine saison. Endroit prisé des amateurs de nature et de pêche.
- Le Musée d'Artagnan. Ce lieu permet de découvrir d'Artagnan, le célèbre gascon et son époque à travers un parcours sonore et visuel avec casques d'audio-guidage comportant un circuit d'exposition et un film.
- La statue équestre de d'Artagnan. Œuvre monumentale en bronze de l'artiste Daphné Du Barry. Inaugurée le 9 août 2015.
- La Place d'Artagnan.

### Personnalités liées à la commune
- D'Artagnan, de son vrai nom Charles de Batz de Castelmore, né à Lupiac vers 1611 et mort en 1673 au siège de Maastricht. Chaque année en août, le village honore son illustre villageois avec le festival, D'Artagnan chez d'Artagnan, une association a également été créée et réunit aujourd'hui près de 350 bénévoles qui travaillent durant 10 mois afin de permettre au bon déroulement de cette journée commémorative, il y a également différents ateliers qui font partie intégrante du festival tels que l'atelier couture qui, grâce aux bénévoles, a créé près de 400 costumes.
- Famille de Montlezun seigneurs & barons de Montcassin et Lupiac et sieurs de Tajan.